# 西裏

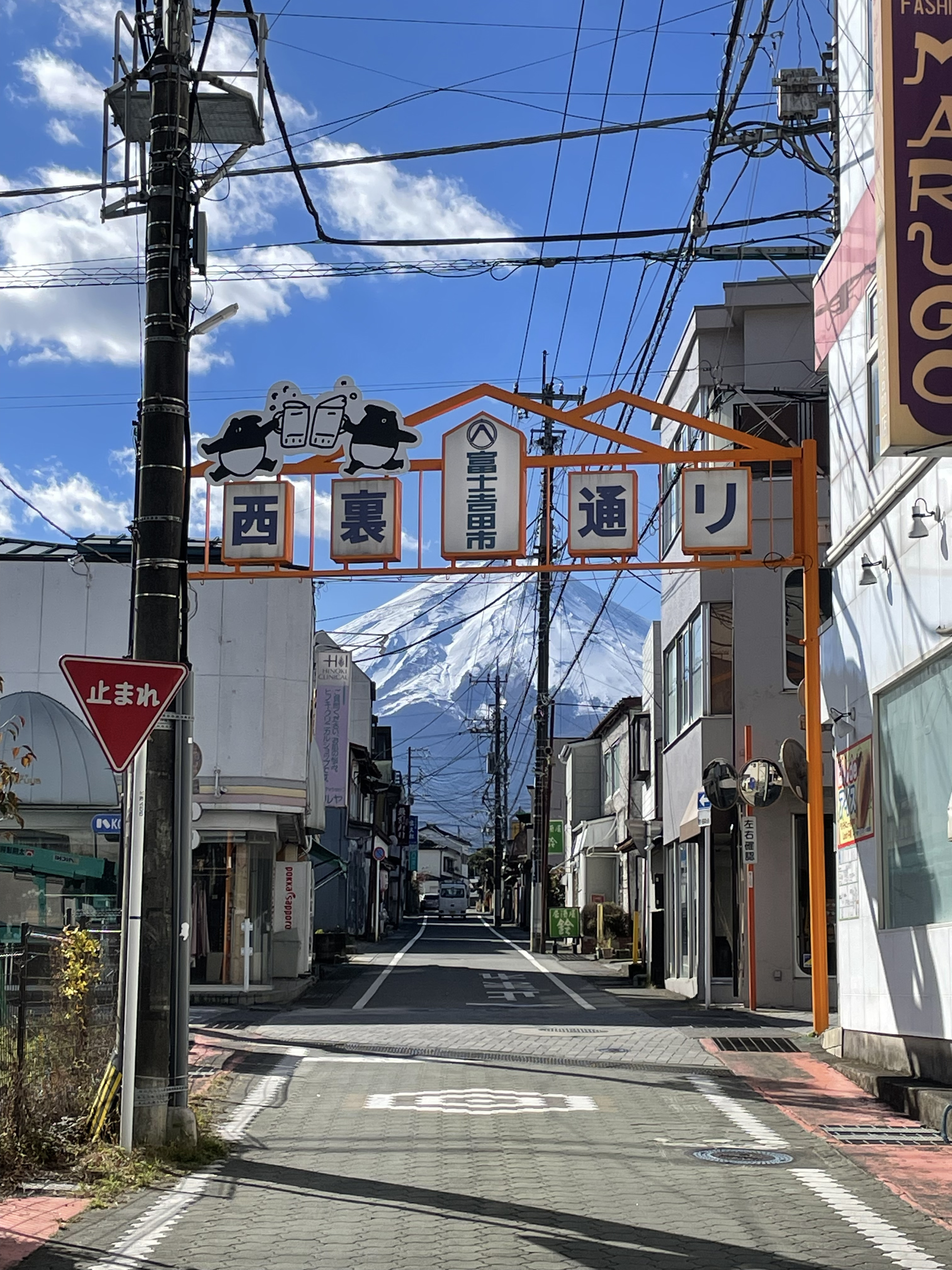
道の先に大きな富士山を仰ぐ「西裏通り」。 この通りを中心に、左右に路地がのび、そこに所狭しと飲み屋が軒を連ねている。

西裏（にしうら）は、山梨県富士吉田市下吉田にある地区の通称。居酒屋、焼鳥屋、レストラン、ジャズバー、老舗の割烹料理屋やスナックなど、約100店舗が密集する飲食店街として知られる。また、近年では昭和の名残が色濃く残るレトロな街並みが人気を集め、観光客が集まり始めている。

## 概要
富士吉田が織物産業で栄えた時代、下吉田地区では富士山に続く本町通りを境に東側を「東裏」、西側を「西裏」と呼び、東裏は織物の問屋街として栄え、多くの業者や商人が訪れた。そして、仕事が終わると西裏の飲み屋に集まり、地域は賑わいをみせていた。最盛期には200軒を越えるお店があり、他地域からも大勢の客が集まる関東屈指の繁華街として知られていた。数多くの著名人もお忍びで訪れたという。
オイルショックや織物産業の衰退と共に、西裏からも人影が減り、空き店舗が目立つようになったが、2010年頃から新しいお店が入ったり、イベントを開催したりするなど、老舗と新しいお店が共存し、現在も西裏の文化を作り続けている。さらに、”新世界通り復活プロジェクト”が立ち上がり、空き店舗が目立っていた路地の整備や、古民家のリノベーション等を行い、「新世界乾杯通り」が誕生した。
現在、レストランや居酒屋、スナックなどが並んでいる。

### 西裏の主な通り
- 西裏通り
- 子の神通り
- 新世界乾杯通り
- ウエストキングストリート
- ウエストクイーンストリート
- ミリオン通り
- 一本杉通り
- プリンセス通り

## 歴史
- 1920年代：織物産業や富士山観光により西裏が繁華街として栄え始めた[8]。

- 1950年代：織物産業が栄えた時代、200軒以上の店が立ち並び、他地域からも大勢の客が集まる関東屈指の繁華街であった[9]。

- 1960年代：様々な催し物が開かれ、中でも盛り上がったのは「ミス富士コンテスト」。ドレスをまとった美女たちが、オープンカーで本町通りをパレードした。また、月に一度の機屋の休日には、昼から夜まで大いに賑わい、人々はおしゃれをして、買い物や映画を楽しんだ[10]。

- 1970年代：オイルショックや織物産業の衰退ととも西裏の街からも人影が減っていき、寂しい空き店舗街になっていった[11]。

- 2010年代：若い世代の人々が西裏に入ってくるようになり、地域が大きく動きはじめた。老舗と新しいお店が共存し、西裏の文化を作り続けている[12]。

## 観光名所
- 月江寺公園[13]
- 高尾家住宅[14](富士吉田市登録有形文化財)
- 冨士山下宮小室浅間神社

## 行事/イベント

### 行事
- どんど焼き[15]

### イベント
- LAIMO[16]
- SHIGOTABI[17]
- ハタオリマチフェスティバル
- はしご酒[18]
- げんき祭り[19]
- FUJI TEXTILE WEEK[20]

## 西裏が舞台・ロケ地となった作品
- メンドウな人々[21]
- アイスクリームフィーバー
- ピーナッツ
- 罪の声
- 祭ばやしが聞こえる

## 西裏と関わりのある著名人
- 志村正彦

## アクセス

### 車
- 中央自動車道河口湖IC
- 中央自動車道富士吉田西桂スマートIC

### 公共交通機関
- 中央高速バス「中央道下吉田」下車
- 富士急行線富士山駅下車
- 富士急行線月江寺駅下車
- 富士急行線下吉田駅下車